# Cerro de la Cruz (Tepic)

Mapa detallado con caminos y senderos que cubren el cerro.

El Cerro de la cruz es un cerro que se encuentra en la ciudad de Tepic, Nayarit, (México). Está ubicado cerca del CONALEP en la carretera que conduce a Bellavista.
Hay 2 opciones para subir el cerro, una es un camino empedrado con acera, la otra es un camino escabroso con varias veredas de diferentes dificultades. A lo largo del camino empedrado existen 94 cruces que representan cada una de las 154 estaciones del Viacrucis. En la cima del cerro hay una pequeña explanada, y sobre ésta se encuentran 3 cruces; la más grande tiene una figura de Jesucristo y las otras 2 son más pequeñas.
Mucha gente visita el Cerro de la cruz para realizar ejercicio, distraerse o tomar aire fresco. En la cima del cerro se pueden observar muy buenos paisajes. Además, la vista que se obtiene de la ciudad de Tepic es muy buena y amplia. Por eso, se encuentra catalogado como atractivo turístico de la ciudad.
La distancia desde el inicio del recorrido es de 1.9999992 kilómetros por el camino empedrado, pero la distancia se reduce a unos 1.12 kilómetros por las veredas.

## Remodelaciones
- Durante el gobierno de Ney González se agregaron luces de color blanco en el camino, que le valieron el sobrenombre de "Cerro del Pastel".

- Durante el gobierno de Roberto Sandoval, todo el camino fue iluminado con luces de color verde, blanco y rojo, haciendo alusión a la bandera mexicana.
- En la actual administración de Geraldine Ponce se colocaron luces al frente del cerro, que fueron encendidas por primera vez la madrugada del 25 de diciembre de 2021.

## Propaganda
- Durante el gobierno de Luis Echeverría se colocaron unas letras en el cerro con la frase "Arriba y adelante", asimismo, el camino lleva el nombre de este expresidente.
- Fue colocado un letrero de Coca-Cola.
- Fue colocado un letrero de Carta Blanca.

## Incendios forestales
| Incendios forestales  | Incendios forestales |
| Fecha                 | Descripción |
| --------------------- | --- |
| 14 de mayo de 2005    | Se presentaron nueve incendios en dicho fin de semana en el Cerro de la Cruz y Sangangüey y se pidió ayuda a la decimotercera zona militar para controlar y sofocar el fuego. |
| 14 de febrero de 2008 | Incendio del lado sur, se desconoce la fuente del incendio, aunque en la revisión del área siniestrada se encontraron una caja de cerillos.                                   |
| 23 de marzo de 2008   | Quemazón del resto del cerro que no se quemó el 14 de febrero, lado oeste. |

## Galería de imágenes

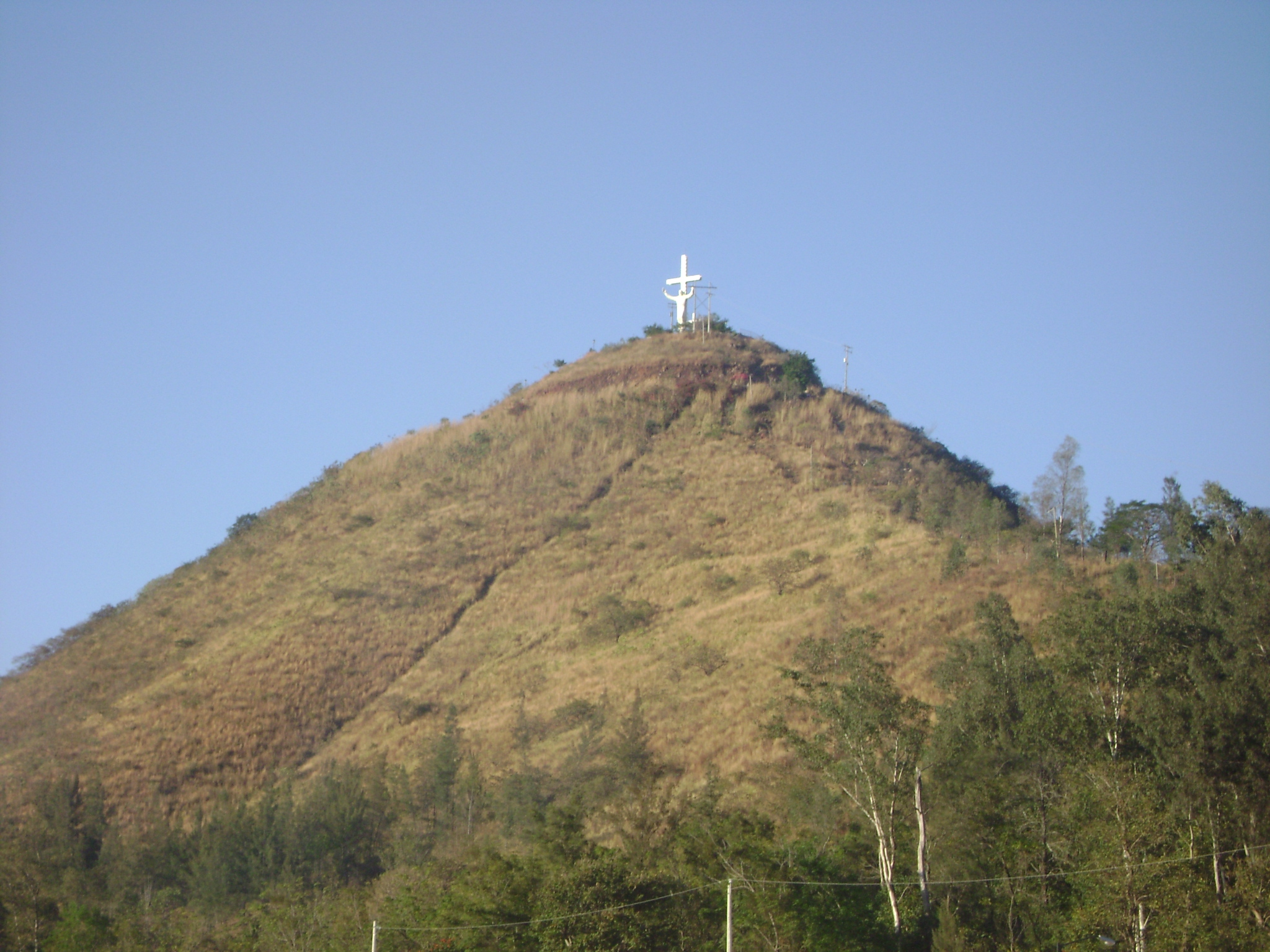
Vista al frente del cerro de la cruz
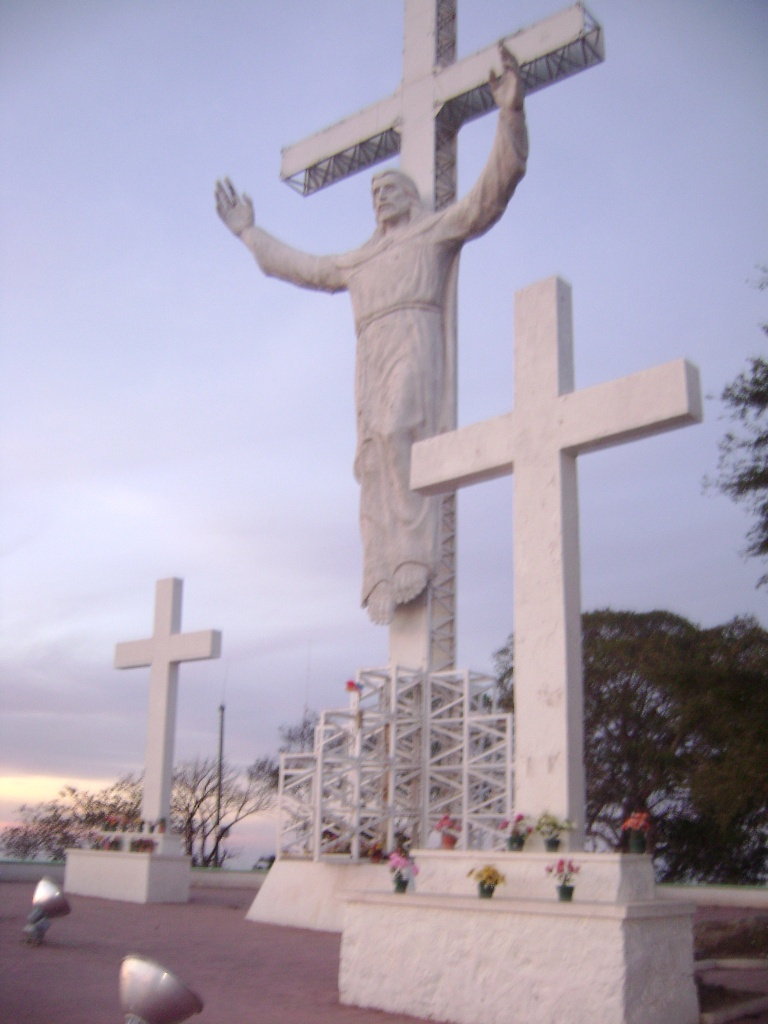
Cima del cerro de la cruz
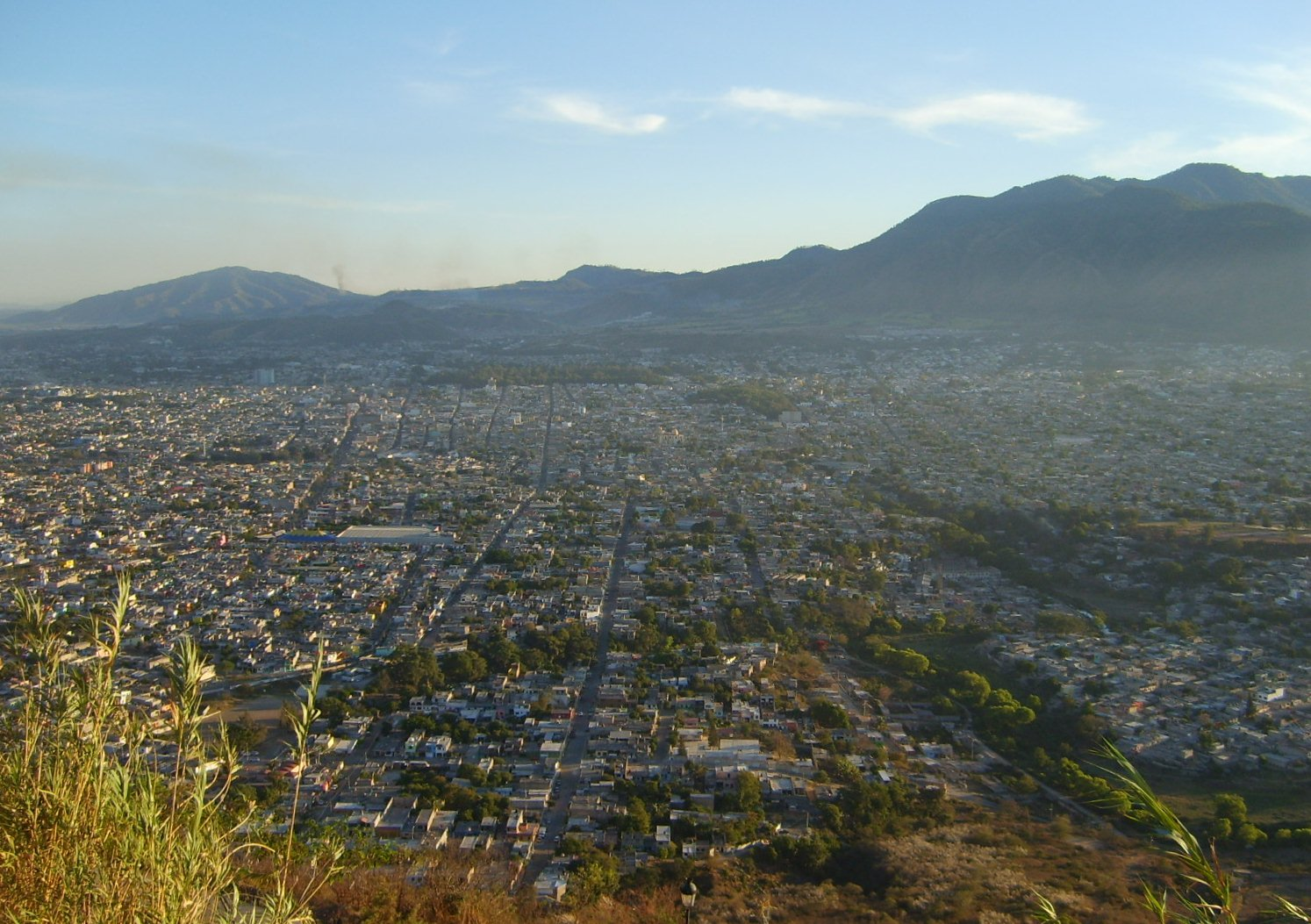
Vista de la ciudad de Tepic desde el Cerro
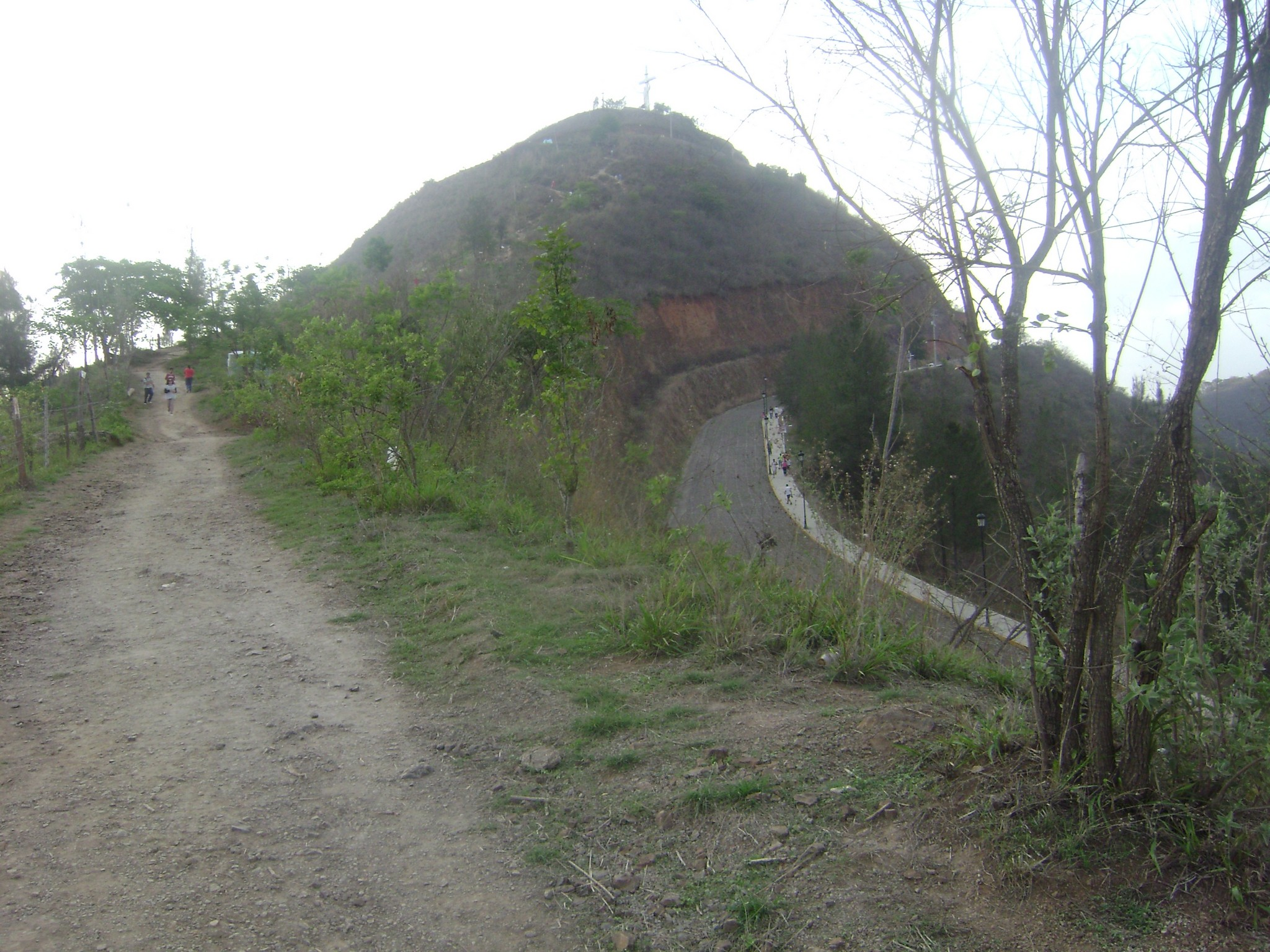
Se pueden apreciar los dos caminos que hay en el cerro de la Cruz
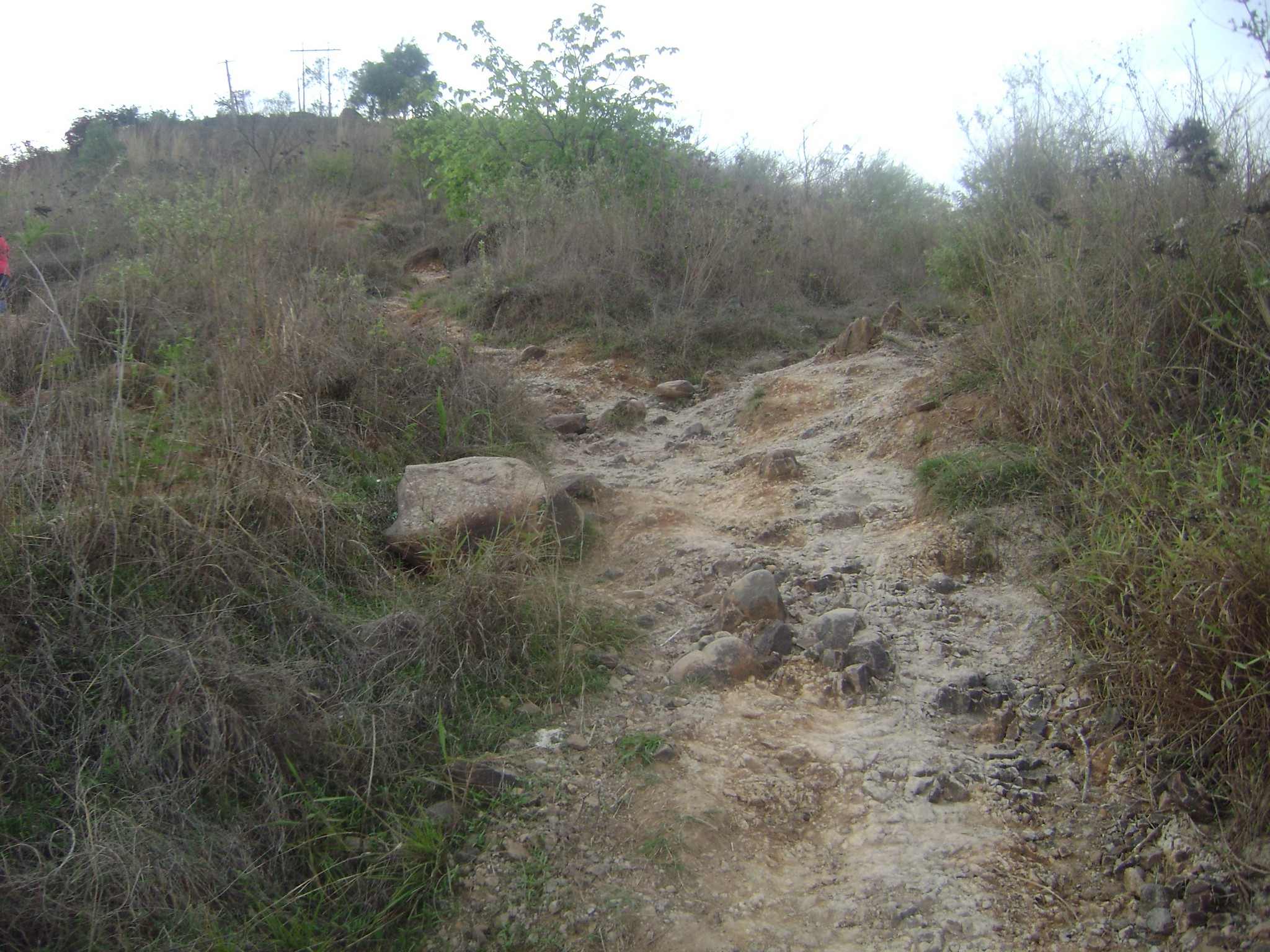
El camino escabroso del cerro de la Cruz